# Bloch Autotechnik
Bloch Autotechnik ist eine Schweizer Kfz-Werkstatt und ein ehemaliger Hersteller von Automobilen.

## Unternehmensgeschichte
Das Unternehmen aus Schönenwerd wurde 1981 als Autowerkstatt gegründet. Wenig später folgte der Umzug in die Oltnerstrasse 53 in der gleichen Gemeinde. Das Unternehmen vertrieb Fahrzeuge von Infiniti, Iveco und Nissan. 2001 begann die Produktion von Automobilen. Der Markenname lautete Blonell. Seit einiger Zeit werden Fahrzeuge von Artega angeboten.

## Fahrzeuge
Theo Bloch übernahm von der Minelli AG aus Pfäffikon die Produktionsrechte an dem Nostalgiefahrzeug Minelli TF 1800. Dabei handelte es sich um einen Nachbau des MG TF von 1953. Der Stahlrohrrahmen und das Fahrwerk waren Eigenkonstruktionen. Darauf wurde eine offene, zweisitzige Roadsterkarosserie aus Kunststoff montiert. Für den Antrieb sorgte ein Vierzylindermotor von Ford mit 1800 cm³ Hubraum und 85 kW.